# Gerti Deutsch
Gerti Deutsch (Viena, 19 de diciembre de 1908-Royal Leamington Spa, 9 de diciembre de 1979) fue una fotógrafa austriaca nacionalizada británica.

## Biografía
Gertrude Deutsch nació como hija única en una familia judía vienesa y con 16 años comenzó a estudiar música en la Wiener Musikakademie con la intención de convertirse en pianista, objetivo que tuvo que abandonar por sufrir de Neuritis. En esas circunstancias se decantó por la fotografía., estudios que realizó entre 1933 y 1934.
Tras una época en París y Londres, lugares en los que pensaba que sería tenida más en cuenta como mujer que en su ciudad natal, regresó a Viena, aunque el clima antijudío que estaba implantando el régimen nazi la hizo trasladarse definitivamente a Londres. Ya en 1936 realizó su primera exposición en la “Asociación Cultural Austriaca” de la capital inglesa.
En 1938 comenzó a trabajar como fotógrafa independiente para Picture Post, con cuyo redactor jefe (Tom Hopkinson) comenzaría una relación y se casaría. Posteriormente tendrá dos hijas: Nicolette (hoy: Nicolette Roeske) y Amanda.
Entre estos primeros años en Inglaterra y los primeros de la década de los 60, público en otras publicaciones inglesas, como Nova, Holiday, Queen, Harper’s Bazaar, The Tatler, así como en las revistas suizas Atlantis und L'Oeil.
En 1969 dejó la fotografía y abandonó Londres.

## Reportajes destacados
- 1938. “Sus primeros días en Inglaterra”, sobre la llegada de niños judíos refugiados a Inglaterra.
- 1948. “La Viena ocupada”.

Durante la década de los 50 colaboró habitualmente con la también fotógrafa austriaca y emigrante Inge Morath, junto a la cual firmó gran cantidad de imágenes, aunque se desconoce con precisión el alcance concreto de la cooperación.
En su herencia se encontraron numerosos esquemas de obras y proyectos que no llegaron a materializarse en forma de libro, sino como maquetas. Debido a su pasión por la música, muchos de sus retratos versan sobre grandes figuras de este campo artístico, como Yehudi Menuhin, Benjamin Britten,, Arturo Toscanini, Wilhelm Furtwängler, Herbert von Karajan o Irmgard Seefried,, por ejemplo, a menudo fotografiadas en entornos tan musicales de su país como Salzburgo o Viena.
A pesar de las exposiciones sobre su obra realizadas en los últimos años, no existe ninguna relación minuciosa y más o menos exacta del volumen de su obra.

## Exposiciones
Durante su vida Gerti Deutsch produjo dos grandes exposiciones:
- 1957. Sobre Austria, en el „Austrian Institute“.
- 1962. Sobre Japón, en el  „Trade Fair“ del palacio de exposiciones London Olympia[8]
- 2010 y 20111. Tras su redescubrimiento después de su muerte se realizó una exposición sobre su obra en el Foro Cultural Austriaco de Londres (2010)[12] y Berlín (enero de 2011), además de una más extensa en la galería Fotohof de Salzburgo (junio y julio de 2011)[13]